# Micah Peavy
Micah James Peavy, né le 16 juillet 2001 à Cibolo dans le Texas, est un joueur américain de basket-ball évoluant aux postes d'arrière et ailier. Il mesure 1,99 m.

## Biographie

### NBA
Micah Peavy est sélectionné en quarantième position par les Wizards de Washington lors de la draft 2025 de la NBA.

## Statistiques

### Universitaires
| Saison    | Équipe     | Matchs | Titul. | Min./m | % Tir | % 3pts | % LF | Rbds/m. | Pass/m. | Int/m. | Ctr/m. | Pts/m. |
| --------- | ---------- | ------ | ------ | ------ | ----- | ------ | ---- | ------- | ------- | ------ | ------ | ------ |
| 2020-2021 | Texas Tech | 29     | 25     | 20.3   | .459  | .000   | .474 | 3.1     | 1.4     | .6     | .2     | 5.7    |
| 2021-2022 | TCU        | 34     | 9      | 21.1   | .444  | .167   | .571 | 4.0     | 1.1     | .6     | .5     | 6.1    |
| 2022-2023 | TCU        | 30     | 8      | 21.0   | .377  | .267   | .644 | 3.1     | 1.2     | 1.0    | .7     | 7.0    |
| 2023-2024 | TCU        | 34     | 34     | 29.3   | .458  | .310   | .607 | 4.9     | 2.6     | 1.3    | .2     | 10.9   |
| 2024-2025 | Georgetown | 32     | 32     | 37.0   | .481  | .400   | .659 | 5.8     | 3.6     | 2.3    | .5     | 17.2   |
| Total     | Total      | 159    | 108    | 25.9   | .451  | .323   | .606 | 4.2     | 2.0     | 1.2    | .4     | 9.5    |

## Palmarès et distinctions individuelles

### Universitaire
- First-team All-Big East (2025)